# Yoel Levi
Yoel Levi   (Satu Mare, 1950) músic israelià i director d'orquestra.

## Joventut
Nascut a Romania, Levi va créixer a Israel. Va estudiar a l'Acadèmia de Música de Tel-Aviv, amb un títol de Màster en Arts amb distinció. Va continuar estudis a l'Acadèmia de Música de Jerusalem amb Mendi Rodan. També va estudiar amb Franco Ferrara a Siena i Roma, amb Kiril Kondraixin als Països Baixos i a la "Guildhall School of Music and Drama" de Londres.

## Carrera
Levi va guanyar el primer premi al Concurs Internacional de Directors d'Orquestra de Besançon el 1978. Va passar sis anys amb lOrquestra de Cleveland, del 1978 al 1984, com a ajudant de direcció de Lorin Maazel i amb el títol de director resident del 1980 al 1984. Es va convertir en director musical de lOrquestra Simfònica d'Atlanta el 1988 i va ocupar el càrrec fins al 2000, quan el va succeir Robert Spano. Amb la Simfònica d'Atlanta, Levi va fer diversos enregistraments comercials per a "Telarc", inclosa la música de Samuel Barber, Aaron Copland, Miklós Rózsa, i Dmitri Xostakóvitx. Després de la seva direcció musical a Atlanta, va ocupar el títol de director musical emèrit de lAtlanta Symphony del 2000 al 2005.
Fora dels Estats Units, Levi va ser director principal de la Filharmònica de Brussel·les del 2001 al 2007. Va ser director principal convidat de lOrquestra Filharmònica d'Israel el 2001, el primer israelià amb aquest títol. Levi va exercir com a director principal de lOrchester national d'Île-de-France del 2005 al 2012. L'agost de 2013, Levi va ser nomenat el següent director musical i director principal de lOrquestra Simfònica KBS a Corea del Sud, a partir del gener de 2014, contracte inicial de 2 anys.

## Honors
El 1997, Levi va obtenir el títol honoris causa de Doctor en Belles Arts per la Universitat Oglethorpe d'Atlanta i també va pronunciar el discurs inicial. El juny del 2001 va ser nomenat membre de "l'Ordre des Arts et des Lettres" pel govern francès.

## Vida personal
Levi i la seva esposa Jackie Perelman tenen tres fills: Eyal Levi, músic de la banda de death metall DÅÅTH; Amir Levi, actor i director de teatre; i Daniel Levi, bateria.